# خط سياسي
الخط السياسي هو مصطلح يدل على الأجندة سياسية المتبعة في حزب سياسي أو منظمة اجتماعية معينة، إضافة إلى العنصار الإيديولوجية التي تشير إلى الانتماء للمنظمة أو الحزب. يسمى هذا أيضا الخط العام.